# 誰ソ彼ホテル
『誰ソ彼ホテル』（タソカレホテル）は、SEECが開発と配信を行うスマートフォン向けゲームアプリ。2017年12月19日にAndroid版、同月22日にiOS版を順次サービス開始。基本プレイ無料（アイテム課金制）。『アリスの精神裁判』『四ツ目神』『監獄少年』に続くSEECの脱出アドベンチャーノベル第4弾となる。
2022年12月13日にリメイク版『誰ソ彼ホテル Re:newal』のサービスを開始。2024年1月23日にSteam向け買い切り版の配信を開始。
2025年3月31日に続編アプリ『誰ソ彼ホテル -蕾-』のサービスを開始。
メディアミックスとして、テレビアニメが2025年1月から3月まで放送された。

## ストーリー
主人公の塚原音子は推しのライブからの帰宅路で気を失い、目が覚めると夕焼けが広がる何も無い土地に1人立っていた。そして突如目の前にホテルが現れる。そのホテルは生死の狭間の世界にある「黄昏ホテル」だった。記憶を失い自らの生死も分からなくなった音子は自身の生死を突き止めるかたわらホテルで働きながら宿泊客の記憶を取り戻す手伝いをする。音子は謎を解いて記憶を取り戻し、元の世界に帰ることが出来るのか。

## 登場キャラクター

### 黄昏ホテル
塚原音子
声 - 桃河りか
主人公。黄昏ホテルで働くことになった女子高生。常にやる気のない目をしているが、我が強く行動力がある。
阿鳥遥斗
声 - 酒井広大
黄昏ホテルの従業員。派手な見た目だが、真面目な性格。
支配人
声 - 山本兼平
黄昏ホテルの支配人。頭は炎であり巨漢の見た目に反して、子供っぽい性格をしていて仕事もすぐサボる。
ルリ
声 - 長野佑紀
黄昏ホテルの従業員。主に厨房を担当しており、働き者で音子には厳しい。
瑪瑙
声 - 笹本菜津枝
黄昏ホテルに併設されているバーのママ。頭から山羊のようなツノを生やしている。
切子
声 - 鳴海崇志
バーの常連客。いつも望遠鏡で窓の外を覗いている。

### 宿泊客
大外聖生
声 - 白井悠介
黄昏ホテルに訪れた宿泊客。知的で物腰の柔らかい青年。ホテル来訪時は頭がパンジーだった。
ギャンブラー
声 - 喜多田悠
黄昏ホテルに訪れた宿泊客。頭がパチンコ玉で根っからのギャンブル好き。
キョーコ
声 - 江口育美
黄昏ホテルに訪れた宿泊客。トオルとイチャイチャするガラスの靴頭のヒステリックな女性。
トオル
声 - 矢野龍太
黄昏ホテルに訪れた宿泊客。キョーコとイチャイチャするカボチャ頭の小太り男性。
金子このみ
声 - 東城日沙子 / 歌 - 佐々木李子（ゲーム版）
黄昏ホテルに訪れた宿泊客。国民的アイドルグループ「365シスターQ」のメンバー。気分の浮き沈みが激しい。
シャトル少女
声 - 福積沙耶
黄昏ホテルに訪れた宿泊客。頭がシャトルコックで元気ハツラツの少女。
スマホ頭の女子高生
声 - 若山詩音
黄昏ホテルに訪れたセーラー服の宿泊客。
面頭の女子高生
声 - 石川由依
黄昏ホテルに訪れた袴姿の宿泊客。
レコード頭の男
声 - 岸野幸正
黄昏ホテルに訪れた紳士の宿泊客。
ロケット頭の少年
声 - M・A・O
黄昏ホテルに訪れた小学生の宿泊客。
メリケン頭の女
声 - 小清水亜美
黄昏ホテルに訪れた口調が荒い女性の宿泊客。
コンパクト頭女
声 - 佐倉薫
黄昏ホテルに訪れた女性の宿泊客。金子このみのファン。
通勤鞄男
声 - 熊谷健太郎
黄昏ホテルに訪れた態度が横柄な男性の宿泊客。

### その他
黒森百合亜
声 - 築山苑佳
アイドルグループ「365シスターQ」のメンバー。金子とトップを競い合ってた。
よっちん
声 - 新川愛実
アイドルグループ「365シスターQ」の初期メンバー。
彩花
声 - 鈴木みのり
通勤鞄男の恋人。

### 『蕾』からの登場キャラクター
蜂矢夢久
声 - 小笠原仁
『誰ソ彼ホテル -蕾-』の主人公。
幽蘭
声 - 土岐隼一

時任焔
声 - 竹内麻沙美

西園暮愛
声 - 薮内満里奈

烏羽ミマヤ
声 - 鶴岡聡

黒豆
声 - 坂野愛羽

## 漫画
本作のコミカライズがフルカラーで縦読みのWebtoon形式で『comipo』（viviON）にて、2024年12月26日より連載されている。原作はベノマ玲、シナリオは武野光とあいざわあつこ、コンテはかみま、カバーイラストはれつな、原画が紺青あいすが担当。

## テレビアニメ
2024年にテレビアニメ化が発表され、2025年1月から3月までTOKYO MXほかにて放送された。

### スタッフ
- 原作 - ベノマ玲・SEEC[7]
- 監督 - 紅水康介[7]
- キャラクターデザイン・衣装デザイン - 針場裕子[7]
- メインアニメーター - 手島典子、反町司、梶浦紳一郎
- プロップデザイン - 大谷道子、足立裕貴、和田清美、芳村尚慶[7]
- 美術設定 - 髙橋麻穂[7]
- 美術監督 - Scott MacDonald[7]
- 色彩設計 - 梅崎ひろこ[7]
- 2Dワークス - 大西景子、佐藤真美子[7]
- 3D制作協力 - カプセル[7]
- 撮影監督 - 加納篤[7]
- 編集 - 柳圭介[7]
- 音響監督 - 濱野高年[7]
- 音楽 - 辻陽、sugarbeans[7]
- 音楽制作 - フライングドッグ[7]
- 音楽プロデューサー - 内田峻
- プロデューサー - 筒井和生、加藤貴大、外川明宏、野内靖仁、岡本由夏
- 制作プロデューサー - 中川忍
- アニメション制作 - ピー・アール・エー[7]
- 製作 - 誰ソ彼ホテル製作委員会

### 主題歌
「たそかれ」
吉澤嘉代子によるオープニングテーマ。作詞・作曲は吉澤嘉代子、編曲・サウンドプロデュースは横山裕章(agehasprings)。
「Twilight」
りぶによるエンディングテーマ。作詞・作曲はEve、編曲はNuma。
「誰ソ彼パピヨン回廊」
ALI PROJECTによる第十幕エンディングテーマ。作詞は宝野アリカ、作曲・編曲は片倉三起也。

#### 挿入歌
「白昼夢」
金子このみ（CV.東城日沙子) による第九幕の挿入歌。作詞は草野華余子、作曲・編曲はsugarbeans。
「なんてったって愛なんだ」
365シスターQによる第九幕の挿入歌。作詞は瀬名航（SOVA)、作曲・編曲はsugarbeans。

### 各話リスト
| 話数     | サブタイトル     | 脚本              | 絵コンテ          | 演出                     | 作画監督                                                  | 総作画監督                          | 初放送日      |
| -------- | ---------------- | ----------------- | ----------------- | ------------------------ | --------------------------------------------------------- | ----------------------------------- | ------------- |
| 第一幕   | 黄昏少女         | たかすぎ梨香      | 紅水康介          | 高橋志歩 紅水康介        | 上原史也 手島典子 反町司                                  | 針場裕子 原田峰文 薮田裕希          | 2025年 1月8日 |
| 第二幕   | 人生の賭け       | 面出明美          | きみやしげる      | きみやしげる             | 林怡君 陣内美帆 工藤慎也                                  | 針場裕子 原田峰文 薮田裕希          | 1月15日       |
| 第三幕   | 血濡れの三色菫   | 笹野恵            | ヤナイヨコ        | 藏本穂高                 | ごとうじゅんじ 神田岳 CAT 谢雨朦 王佳涵 反町司            | 針場裕子 原田峰文 薮田裕希          | 1月22日       |
| 第四幕   | 友情と責任       | ベノマ玲 紅水康介 | 水卜惣検 紅水康介 | 新井将生 湖山禎崇        | 手島典子 梶浦紳一郎 反町司                                | 針場裕子 原田峰文 薮田裕希 上原史也 | 1月29日       |
| 第五幕   | 海辺の灰かぶり姫 | 紅水康介          | 紅水康介          | 吉田俊司                 | 手島典子 梶浦紳一郎 反町司                                | 針場裕子 原田峰文 薮田裕希 上原史也 | 2月5日        |
| 第六幕   | 宇宙と音楽       | 面出明美          | 室谷靖            | 室谷靖                   | 上原史也 手島典子 反町司                                  | 針場裕子 原田峰文 薮田裕希          | 2月12日       |
| 第七幕   | 回転木馬と拳鍔   | 笹野恵            | 大山博史 紅水康介 | Yuri Pinzon Elijah Ragas | Armand Arellano Lance Fonacier Rhea Jacintos Cyrell Mamar | 針場裕子 原田峰文 薮田裕希          | 2月19日       |
| 第八幕   | 偶像と少女       | 面出明美          | 室谷靖            | 水卜惣検                 | 手島典子 梶浦紳一郎 反町司                                | 針場裕子 原田峰文 薮田裕希 上原史也 | 2月26日       |
| 第九幕   | 少女の素顔       | 面出明美          | Royden B 紅水康介 | 吉田俊司                 | 手島典子 梶浦紳一郎 反町司                                | 針場裕子 原田峰文 薮田裕希 上原史也 | 3月5日        |
| 第十幕   | 隠し部屋         | 笹野恵            | きみやしげる      | きみやしげる             | 手島典子 梶浦紳一郎 反町司                                | 針場裕子 原田峰文 薮田裕希 上原史也 | 3月12日       |
| 第十一幕 | 拳銃と地獄       | たかすぎ梨香      | 湖山禎崇 紅水康介 | 新井将生 湖山禎崇        | 手島典子 梶浦紳一郎 反町司                                | 針場裕子 原田峰文 薮田裕希 上原史也 | 3月19日       |
| 第十二幕 | リベンジ         | ベノマ玲 紅水康介 | 紅水康介          | 高橋志歩                 | 梶浦紳一郎 手島典子                                       | 針場裕子 原田峰文 薮田裕希 上原史也 | 3月26日       |

### 放送局
| 放送期間               | 放送時間                     | 放送局       | 対象地域 | 備考                                 |
| ---------------------- | ---------------------------- | ------------ | -------- | ------------------------------------ |
| 2025年1月8日 - 3月26日 | 水曜 22:30 - 23:00           | TOKYO MX     | 東京都   |                                      |
|                        | 水曜 23:00 - 23:30           | BS日テレ     | 日本全域 | BS/BS4K放送 / 『アニメにむちゅ〜』枠 |
|                        | 水曜 23:30 - 木曜 0:00       | サンテレビ   | 兵庫県   |                                      |
| 2025年1月9日 - 3月27日 | 木曜 22:30 - 23:00           | AT-X         | 日本全域 | CS放送 / 字幕放送 / リピート放送あり |
| 2025年1月30日 -        | 木曜 1:18 - 1:50（水曜深夜） | 長崎文化放送 | 長崎県   | 『あに。』枠                         |

| 配信開始日    | 配信時間                | 配信サイト | 備考           |
| ------------- | ----------------------- | --- | -------------- |
| 2025年1月3日  | 金曜 22:30 - 23:00      | ABEMA | 独占見放題配信 |
| 2025年1月15日 | 水曜 22:30 以降順次更新 | Amazon Prime Video dアニメストア DMM TV J:COM STREAM milplus TELASA Lemino バンダイチャンネル Google Play HAPPY!動画 Rakuten TV VIDEX ビデオマーケット ムービーフルPlus | 都度課金配信   |

### BD
| 巻 | 発売日        | 収録話          | 規格品番 |
| -- | ------------- | --------------- | -------- |
| 1  | 2025年4月25日 | 第1話 - 第3話   | MOVC-436 |
| 2  | 2025年5月30日 | 第4話 - 第6話   | MOVC-437 |
| 3  | 2025年6月27日 | 第7話 - 第9話   | MOVC-438 |
| 4  | 2025年7月25日 | 第10話 - 第12話 | MOVC-439 |

## 舞台
2025年4月24日から5月4日まで、飛行船シアターで上演予定。

### スタッフ
- 原作 - ベノマ玲・SEEC
- 脚本・演出 - 山本タク
- 制作 - HIKE
- 主催 - 舞台誰ソ彼ホテル製作委員会

### キャスト
- 塚原音子 - 生田輝
- 阿鳥遥斗 - 中本大賀
- 大外聖生 - 阿部快征
- 支配人 - 青地洋
- ルリ - 小川華果
- 瑪瑙 - 大湖せしる
- 切子 - 岡部直弥
- 金子このみ - 横野すみれ